# Ковылина, Татьяна
Татьяна Ковылина (род. 4 ноября 1981 года) — российская топ-модель, дважды участница Victoria's Secret Fashion Show.
Родилась 4 ноября 1981 года в Казани, Татарстан. Свою карьеру модели начала с участия в модельных конкурсах. Так, в 1998 году она стала победительницей регионального конкурса «Elite Model Look Tatarstan», что дало ей право на участие в международной финале этого конкурса, который тогда проходил в Ницце. Победить Татьяне тогда не удалось, однако это участие послужило толчком для дальнейшего развития её модельной карьеры.
Профессиональная карьера Татьяны стартовала в 2002 году. Первым шоу с её участием стал показ весенне-летней коллекции молодого бельгийского дизайнера «Bernhard Willhelm». Тогда же она впервые появилась на обложке французского журнала Madame Figaro. Однако успешного продолжения карьеры не последовало. В течение 2002—2003 гг. она практически нигде не снимается и её участия в модных показах ограничиваются несколькими (иногда 1-2) выходами за сезон для не самых топовых брендов.
Прорыв случился в 2004 году, когда количество модных показов с участием Ковылиной резко возросло до 30 за сезон. Она стала гораздо чаще появляться на станицах модных журналов (Vogue Italia, Glamour, Flair, ELLE). Её стали приглашать для съёмок в рекламных кампаниях: «Calvin Klein Jeans», «Ann Taylor», «Cole Нaan» и «Givenchy».
В 2005 и 2009 гг. Татьяна принимала участие в показах «Victoria's Secret Fashion Show».
16 октября 2007 года, состоялась премьера видеоклипа группы Duran Duran на песню «Falling Down», в котором снялась Татьяна Ковылина. В качестве режиссёра видеоролика выступил Энтони Мэндлер.
В 2016 году Ковылина стала соучредителем Silou London, лондонского бренда спортивной одежды.

## Личная жизнь
Имеет четверых детей от бывшего мужа, бизнесмена Юрия Шефлера.